# 1998年のNBAドラフト
1998年のNBAドラフトは、1998年度のNBAドラフト。1998年6月24日、カナダブリティッシュコロンビア州バンクーバーのゼネラルモーターズ・プレイスで開催された。

## ドラフト指名
| PG | ポイントガード | SG | シューティングガード | SF | スモールフォワード | PF | パワーフォワード | C | センター |

| * | バスケットボール殿堂入り      |
| ^ | 現役プレーヤー                |
| S | NBAオールスター               |
| A | オールNBAチーム               |
| R | NBAオールルーキーチーム       |
| D | NBAオールディフェンシブチーム |
| C | NBAチャンピオン               |
| F | ファイナルMVP                 |
| # | NBAでのプレー経験なし         |
| M | シーズンMVP                   |

### 1巡目
| 指名順 | 選手名                           | 経歴        | 国籍                  | 指名チーム                                                                         | 出身校など                                  |
| ------ | -------------------------------- | ----------- | --------------------- | ---------------------------------------------------------------------------------- | ------------------------------------------- |
| 1      | マイケル・オロウォカンディ (C)   | R           | イギリス ナイジェリア | ロサンゼルス・クリッパーズ                                                         | パシフィック大学                            |
| 2      | マイク・ビビー (PG)              | R           | アメリカ合衆国        | バンクーバー・グリズリーズ                                                         | アリゾナ大学                                |
| 3      | レイフ・ラフレンツ (C/F)         |             | アメリカ合衆国        | デンバー・ナゲッツ                                                                 | カンザス大学                                |
| 4      | アントワン・ジェイミソン (F)     | S R         | アメリカ合衆国        | トロント・ラプターズ →(ゴールデンステートにトレード)                               | ノースカロライナ大学                        |
| 5      | ヴィンス・カーター (G/F)         | S A R       | アメリカ合衆国        | ゴールデンステート・ウォリアーズ →(トロントにトレード)                             | ノースカロライナ大学                        |
| 6      | ロバート・トレイラー (F/C)       |             | アメリカ合衆国        | ダラス・マーベリックス →(ミルウォーキーにトレード)                                 | ミシガン大学                                |
| 7      | ジェイソン・ウィリアムス (PG)    | S R C       | アメリカ合衆国        | サクラメント・キングス                                                             | フロリダ大学                                |
| 8      | ラリー・ヒューズ (SG)            | D           | アメリカ合衆国        | フィラデルフィア・セブンティシクサーズ                                             | セントルイス大学                            |
| 9      | ダーク・ノヴィツキー (PF)        | * S A C F M | ドイツ                | ミルウォーキー・バックス →(ダラスにトレード)                                       | DJKヴュルツブルク (ドイツ)                  |
| 10     | ポール・ピアース (G/F)           | * S A R C F | アメリカ合衆国        | ボストン・セルティックス                                                           | カンザス大学                                |
| 11     | ボンジ・ウェルズ (G/F)           |             | アメリカ合衆国        | デトロイト・ピストンズ→(ポートランドにトレード)                                    | ボール州立大学                              |
| 12     | マイケル・ドレアック (C)         | C           | アメリカ合衆国        | オーランド・マジック                                                               | ユタ大学                                    |
| 13     | キオン・クラーク (F/C)           |             | アメリカ合衆国        | オーランド・マジック (ゴールデンステートからワシントンを経由して)                  | UNLV                                        |
| 14     | マイケル・ディッカーソン (SG)    |             | アメリカ合衆国        | ヒューストン・ロケッツ                                                             | アリゾナ大学                                |
| 15     | マット・ハープリング (F/G)       | R           | アメリカ合衆国        | オーランド・マジック (元はニュージャージーの指名権)                                | ジョージア工科大学                          |
| 16     | ブライス・ドリュー (PG)          |             | アメリカ合衆国        | ヒューストン・ロケッツ(ニューヨークからポートランドとトロントを経由して)           | バルパライソ大学                            |
| 17     | ラドスラフ・ネステロヴィッチ (C) | C           | スロベニア            | ミネソタ・ティンバーウルブズ                                                       | ヴィルトゥス・ボローニャ (セリエA/イタリア) |
| 18     | ミルサド・トゥルクジャン (PF)    |             | トルコ                | ヒューストン・ロケッツ (トロントからポートランドを経由して)                        | エフェス・ピルゼン S.K. (トルコ)            |
| 19     | パット・ギャリティ (PF)          |             | アメリカ合衆国        | ミルウォーキー・バックス (元はクリーブランドの指名権)→(フェニックスにトレード)     | ノートルダム大学                            |
| 20     | ロショーン・マクラウド (SF)      |             | アメリカ合衆国        | アトランタ・ホークス                                                               | デューク大学                                |
| 21     | リッキー・デイビス (G/F)         |             | アメリカ合衆国        | シャーロット・ホーネッツ                                                           | アイオワ大学                                |
| 22     | ブライアン・スキナー (F/C)       |             | アメリカ合衆国        | ロサンゼルス・クリッパーズ (元はマイアミの指名権)                                  | ベイラー大学                                |
| 23     | タロン・ルー (PG)                | C           | アメリカ合衆国        | デンバー・ナゲッツ (元はフェニックスの指名権)→(ロサンゼルス・レイカーズにトレード) | ネブラスカ大学                              |
| 24     | フェリペ・ロペス (SG)            |             | ドミニカ共和国        | サンアントニオ・スパーズ →(バンクーバーにトレード)                                 | セントジョンズ大学                          |
| 25     | アル・ハリントン (F)             |             | アメリカ合衆国        | インディアナ・ペイサーズ                                                           | セントパトリック高校 (ニュージャージー州)   |
| 26     | サム・ジェイコブソン (SG)        |             | アメリカ合衆国        | ロサンゼルス・レイカーズ                                                           | ミネソタ大学                                |
| 27     | ウラジミール・ステパニア (C)     |             | ジョージア            | シアトル・スーパーソニックス                                                       | KKユニオン・オリンピア (スロベニア)         |
| 28     | コーリー・ベンジャミン (SG)      |             | アメリカ合衆国        | シカゴ・ブルズ                                                                     | オレゴン州立大学                            |
| 29     | ナジー・モハメド (C/F)           | C           | アメリカ合衆国        | ユタ・ジャズ →(フィラデルフィアにトレード)                                         | ケンタッキー大学                            |

### 2巡目
| 指名順 | 選手名                                    | 経歴 | 国籍             | 指名チーム                                              | 出身校など                                      |
| ------ | ----------------------------------------- | ---- | ---------------- | ------------------------------------------------------- | ----------------------------------------------- |
| 30     | アンス・シーセイ (SF)                     |      | アメリカ合衆国   | ゴールデンステート・ウォリアーズ (元はトロントの指名権) | ミシシッピ大学                                  |
| 31     | ルーベン・パターソン (SF)                 |      | アメリカ合衆国   | ロサンゼルス・レイカーズ (元はバンクーバーの指名権)     | シンシナティ大学                                |
| 32     | ラシャード・ルイス (SF)                   | S C  | アメリカ合衆国   | シアトル・スーパーソニックス (元はデトロイトの指名権)   | アリーフ・エルシク高校 (テキサス州ヒューストン) |
| 33     | ジェラニ・マッコイ (F/C)                  | C    | アメリカ合衆国   | シアトル・スーパーソニックス (クリッパーズから)         | UCLA                                            |
| 34     | シャモンド・ウィリアムス (PG)             |      | アメリカ合衆国   | シカゴ・ブルズ (元はゴールデンステートの指名権)         | ノースカロライナ大学                            |
| 35     | ブルーノ・サンドフ (C)                    |      | クロアチア       | ダラス・マーベリックス                                  | KKスプリト (クロアチア)                         |
| 36     | ジェローム・ジェームス (C)                |      | アメリカ合衆国   | サクラメント・キングス                                  | フロリダ農工大学                                |
| 37     | ケーシー・ショウ (C)                      |      | アメリカ合衆国   | フィラデルフィア・セブンティシクサーズ                  | トレド大学                                      |
| 38     | デマルコ・ジョンソン (PF)                 |      | アメリカ合衆国   | ニューヨーク・ニックス (元はボストンの指名権)           | シャーロット                                    |
| 39     | レイファー・アルストン (PG)               |      | アメリカ合衆国   | ミルウォーキー・バックス                                | カリフォルニア州立大学フレズノ校                |
| 40     | コーレオン・ヤング (SF)                   |      | アメリカ合衆国   | デトロイト・ピストンズ                                  | ハーグレイブ・ミリタリー・アカデミー高校        |
| 41     | カッティーノ・モブリー (SG)               | R    | アメリカ合衆国   | ヒューストン・ロケッツ                                  | ロードアイランド大学                            |
| 42     | マイルズ・サイモン (SG)                   |      | アメリカ合衆国   | オーランド・マジック                                    | アリゾナ大学                                    |
| 43     | ジャハディ・ホワイト (F/C)                |      | アメリカ合衆国   | ワシントン・ウィザーズ                                  | ジョージタウン大学                              |
| 44     | ショーン・マークス (PF)                   | C    | ニュージーランド | ニューヨーク・ニックス                                  | カリフォルニア大学                              |
| 45     | トビー・ベイリー (SG)                     |      | アメリカ合衆国   | ロサンゼルス・レイカーズ (元はニュージャージーの指名権) | UCLA                                            |
| 46     | アンドレー・パターソン (SF)               |      | アメリカ合衆国   | ミネソタ・ティンバーウルブズ                            | インディアナ大学                                |
| 47     | タイソン・ホイーラー (PG)                 |      | アメリカ合衆国   | トロント・ラプターズ                                    | ロードアイランド大学                            |
| 48     | ライアン・スタック (C)                    |      | アメリカ合衆国   | クリーブランド・キャバリアーズ                          | 南カリフォルニア大学                            |
| 49     | コーリー・カー (SG)                       |      | アメリカ合衆国   | アトランタ・ホークス                                    | テキサス工科大学                                |
| 50     | アンドリュー・ベッツ (C)                  | #    | アメリカ合衆国   | シャーロット・ホーネッツ                                | カリフォルニア州立大学ロングビーチ校            |
| 51     | コーリー・ブリューワー (PG)               | #    | アメリカ合衆国   | マイアミ・ヒート                                        | オクラホマ大学                                  |
| 52     | デリック・ダイアル (SG)                   |      | アメリカ合衆国   | サンアントニオ・スパーズ                                | イースタンミシガン大学                          |
| 53     | グレッグ・バックナー (SG)                 |      | アメリカ合衆国   | ダラス・マーベリックス (元はフェニックスの指名権)       | クレムソン                                      |
| 54     | トレメイン・フォルクス (SF)               |      | アメリカ合衆国   | デンバー・ナゲッツ (元はインディアナの指名権)           | カリフォルニア州立大学フレズノ校                |
| 55     | ライアン・ボウエン (SF)                   |      | アメリカ合衆国   | デンバー・ナゲッツ (元はシアトルの指名権)               | アイオワ大学                                    |
| 56     | J・R・ヘンダーソン (桜木ジェイアール)(SF) |      | アメリカ合衆国   | バンクーバー・グリズリーズ (元はレイカーズの指名権)     | UCLA                                            |
| 57     | トーレイ・ブラッグス (PF)                 |      | アメリカ合衆国   | ユタ・ジャズ                                            | ザビエル大学                                    |
| 58     | マセオ・バストン (PF)                     |      | アメリカ合衆国   | シカゴ・ブルズ                                          | ミシガン大学                                    |

## 主な出来事
- ノースカロライナ大学のアントワン・ジェイミソンが4位でトロント・ラプターズに、同大学でジェイミソンとチームメイトであったヴィンス・カーターが5位でゴールデンステート・ウォリアーズに指名されるが、直後に交換トレードが発表、笑顔で帽子を交換する一幕があった。カーターの従兄弟であり、当時トロント・ラプターズに在籍していたトレーシー・マグレディがカーターの獲得をフロントに熱望したため、話し合いが行われたと言われている。
- ニューヨーク・ニックスとトロント・ラプターズとの間で、チャールズ・オークリーとマーカス・キャンビーとのトレードが、この日に行われた。

## ドラフト外入団の主な選手
- アール・ボイキンス (PG), イースタンミシガン大学
- アンソニー・カーター (PG), ハワイ大学
- マイク・ジェームス (PG), デュケイン大学
- シャルーナス・ヤシケヴィチュス (PG), (リトアニア)  メリーランド大学
- ブラッド・ミラー (C), パデュー大学